# Club Natación Maristas
El Club Natación Maristas es un club acuático con sede en el colegio Maristas "El Salvador" en Bilbao, y fundado en 1994.
En el club se practican dos disciplinas: natación y waterpolo.

## Historia
El club se funda en 1994, tras la desaparición en 1993 de la Asociación Deportiva Maristas, que era el antiguo club Maristas fundado a principios de 1970. La Asociación Natación Maristas El Salvador es una asociación privada que intenta fomentar la práctica de la natación y el waterpolo, principalmente entre los alumnos del colegio El Salvador, de los Hermanos Maristas, de Bilbao. Aunque también está abierto a otros socios que no son del colegio. En el 2000 empieza la sección de waterpolo. A finales de la década del 2000 llegó a tener 160 socios entre nadadores y jugadores de waterpolo.
Para desarrollar estos objetivos el club cuenta con las instalaciones deportivas del colegio El Salvador, situadas en la calle Iturribide 78 de Bilbao.
En 2009, su sección de waterpolo se une a la de la Deportiva Náutica Portugalete. En 2012, el equipo de waterpolo masculino senior retoma su camino en solitario (ya sin Deportiva Náutica Portugalete) para competir en el Campeonato de Ascenso de la Liga de Euskal Herria de Waterpolo.

## Presidentes
- Rafael Herreros
- José Luis Valle
- Santiago Gil

## Palmarés de waterpolo
- 1 Copa Euskal Herria de waterpolo femenino (2007)
- 2 Copas Euskal Herria de waterpolo masculino (2009-2010)